# Alaeddin-paša
Alaeddin-paša (Alaeddin-beg; Söğüt, 1281. – Bursa, 1331.) bio je turski plemić te veliki vezir Osmanskog Carstva. Njegovi su roditelji bili Osman I. (prvi osmanski sultan) i gospa Rabija Bala (Osmanova prva supruga), dok mu je polubrat bio sultan Orhan I. Nije jasno je li Alaeddin ili Orhan bio stariji sin; Orhan, čak i da je bio mlađi, preuzeo je vlast nad Carstvom.
Za razliku od kasnijih vremena, kada su se sinovi sultana često morali međusobno boriti za prevlast, odnos Orhana i Alaeddina bio je dosta dobar. Alaeddina, kao i njegovog polubrata, narod je veoma poštovao, premda je Alaeddin opisan kao čovjek koji je bio „slab ratnik”. Orhan je katkada tražio savjete svoga polubrata te je Alaeddinu poklonio selo zvano Fodrā. 1328. ili 1329., Alaeddin se susreo s Orhanom kako bi mu čestitao na zauzimanju İzmita, pritom mu davši izvrsne savjete kako unaprijediti Carstvo. Orhanu je rekao da bi trebao uvesti novčani sustav, izabrati službeno osmansko „carsko ruho” te reorganizirati vojsku. Orhan je potom dao iskovati srebrne novčiće na kojima je pisalo: „Neka Allah učini njegovu [Orhanovu] vladavinu vječnom.”
Alaeddin je dao sagraditi nekoliko džamija te je pokopan u Bursi, u grobnici svog polubrata.

## Obitelj
Alâeddin-paša je oženio kćer Balada (ime nepoznato) i iz tog braka imao oko 8 djece. Bili su to Kılıç Bey (sin), Hızır Bey (sin), Mehmed Bey (sin), Ibrahim Bey (sin), Şahi Çelebi (sin), Taci Hatun (kći), Ayşe Hatun (kći), Paşa Hatun (kći).
▪︎Kılıç Bey, koji je imao djecu:
▪︎Hızır Bey, koji je imao djecu:
▪︎Mehmed beg. Imao je djecu, sina i kćer:
▪︎Ibrahim-beg. Imao je djecu, sina i kćer:
▪︎Şahi Çelebi. Imao je dijete, kćer:
▪︎Taci Hatun
▪︎Ayşe Hatun
▪︎Paša Hatun